# زكريا ناصف
" زكريا ناصف " لاعب كرة قدم مصرى سابق بالنادى الأهلى ونادى الزمالك ومنتخب مصر. ولد فى قرية المنشاة الكبرى مركز قلين محافظة كفر الشيخ. إنضم للنادى الأهلى فى نهاية السبعينيات واستمر حتى موسم ١٩٨٦ ثم إنضم لنادى الزمالك ثم إعتزل كرة القدم ليعمل بتحليل مباريات كرة القدم فى البرامج الرياضية بالقنوات الفضائية العربية والمحلية.